# Barcelona Ladies Open 1974
Il Barcelona Ladies Open 1974 è stato un torneo di tennis giocato sulla terra rossa. È stata la 2ª edizione del torneo, che fa parte dei Tornei di tennis femminili indipendenti nel 1974. Si è giocato al Real Club de Tenis Barcelona di Barcellona in Spagna, dal 14 al 20 ottobre 1974.

## Campionesse

### Singolare
Nathalie Fuchs ha battuto in finale  Glynis Coles con il punteggio di 7–5, 8–6

### Doppio
Lindsey Beaven /  María-Isabel Fernández hanno battuto in finale  Mirka Kozeluhova Bendlova /  Renáta Tomanová con il punteggio di 7–9 10-8 6–2